# Moncef Sellami
Moncef Sellami (arabe : منصف السلامي), né le 12 novembre 1941 à Sfax, est un homme d'affaires, homme politique et personnalité du football national tunisien.

## Études
Issu d'une famille laborieuse, Moncef Sellami, dont le père est administrateur à l'Union bancaire pour le commerce et l'industrie, part en France poursuivre ses études universitaires en économie et gestion à Sciences Po Paris.

## Homme d'affaires
Après des études de droit et d'économie, il entame une longue carrière dans la banque, entre le Maroc, la France et la Tunisie, qui se poursuit jusqu'en 1978. Il crée sa première société en Tunisie, Tunisie Câbles.
En 2012, il est à la tête du groupe One Tech, deuxième exportateur industriel privé de Tunisie, qui emploie 2 500 personnes ; le chiffre d'affaires consolidé de ce groupe atteint 440 millions de dinars.
En 2012, il prend la tête de la société Grand Maghreb Média qui édite le quotidien Le Maghreb.

## Dirigeant de football
Il devient président du Club sportif sfaxien entre 2008 et 2010. Durant son mandat, l'équipe de football remporte la coupe de la confédération 2008, la coupe de Tunisie 2009 et la coupe nord-africaine des vainqueurs de coupe 2009. Alors que le club fait face à une crise financière, Sellami reprend la présidence en 2011, pour une période temporaire de huit mois, avant de céder sa place en 2012.

## Politique
Le 18 août 2014, Nidaa Tounes publie ses listes pour les élections législatives du 26 octobre, présentant Moncef Sellami qui est élu comme tête de liste dans la deuxième circonscription de Sfax.
Membre du groupe parlementaire de Nidaa Tounes, il rejoint les rangs de la Coalition nationale en octobre 2018.